# Чаринський каньйон
43°21′43″ пн. ш. 79°05′26″ сх. д. / 43.361944444444° пн. ш. 79.090555555556° сх. д.
Чаринський каньйон (каз. Шары́н) — каньйон, що простягнувся на 154 км вздовж річки Чарин в Казахстані. Каньйон розташований за 180 км на схід від Алмати у відрогах Тянь-Шаню, неподалік від кордону з Китаєм, дістатися його можна Кульджинською трасою. Геологічне утворення входить до складу Чаринського національного парку (каз. Шарын ұлттық паркі), утвореного 23 лютого 2004 року.
Чаринський каньйон — пам'ятка природи, складений з осадових порід (переважно червоних пісковиків), вік яких складає близько 12 млн років. Висота прямовисних скель каньйону сягає 150—300 м. До каньйону підходить безліч мереж ярів та балок.
Каньйон утворився у різко континентальному кліматі з середньорічною сумою атмосферних опадів 150 мм. Середньорічна температура близько +5 °C, найхолодніший місяць — січень, −6 °C, найтепліший — липень, близько +27 °C. Тривалість безморозного періоду 180 днів, атмосферної посухи — близько 40 днів. Неглибокий сніговий покрив (10-20 см) тримається приблизно 60 днів. Встановлюється в середньому 20 грудня, починає танути 20 лютого. Річка Чарин взимку не замерзає.
Найцікавішим місцем для туристів є так звана «Долина замків» Айракти, довжина якої становить близько 2 км, ширина — 20-80 м. Айракти – група мальовничих гір із стрімкими стінами та химерними ущелинами, які здаються рукотворними, але насправді були створені водою, вітром та часом. Кожна гора виглядає неприступною фортецею, їх краї схожі на вежі, і тому їх називають «Долиною замків». Таку ємну і гарну назву дав український письменник і поет Тарас Шевченко, який брав участь у Каратауській експедиції 1851 року. Маршрут експедиції проходив по долині між хребтами Північний Актау та Західний Каратау. Тарас Григорович Шевченко виконав серію малюнків під назвою "Долина замків".

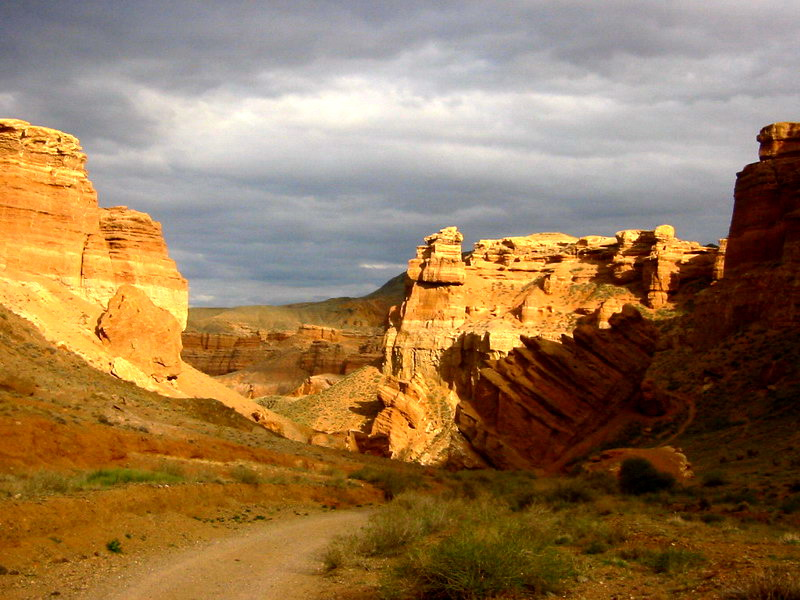
border
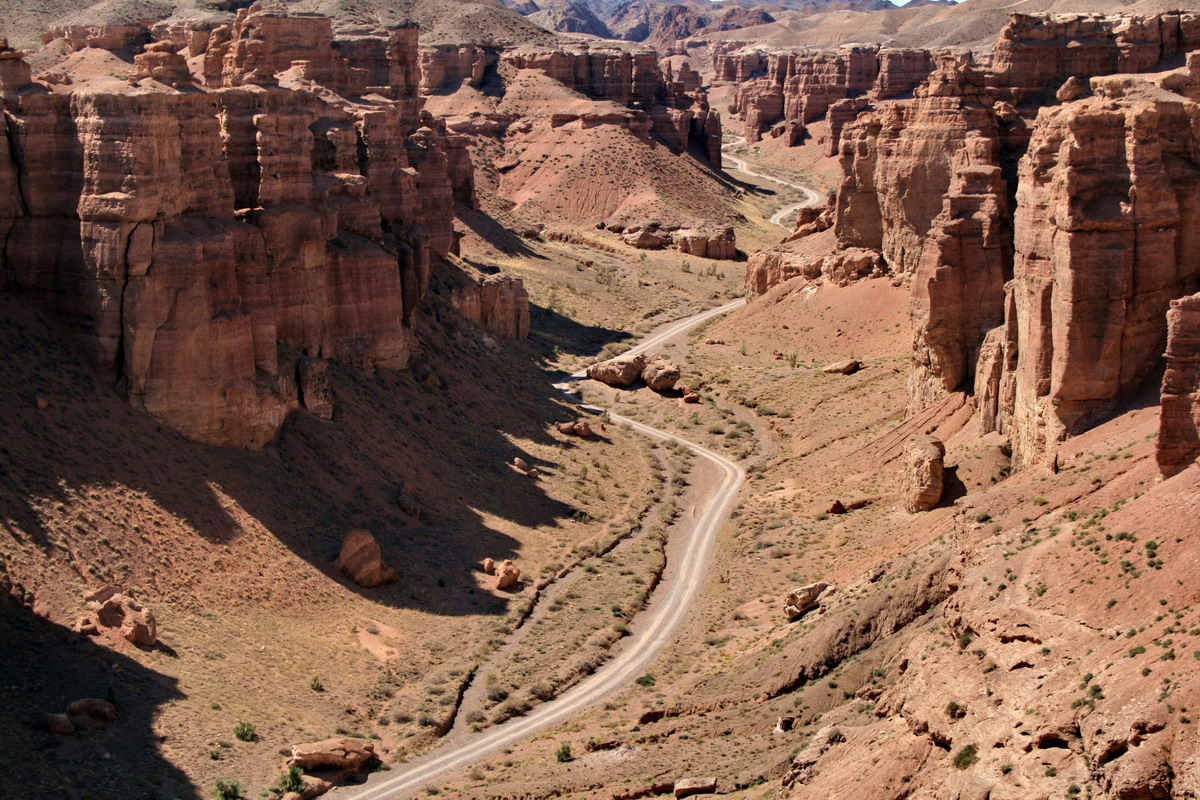
Шлях уздовж каньйону
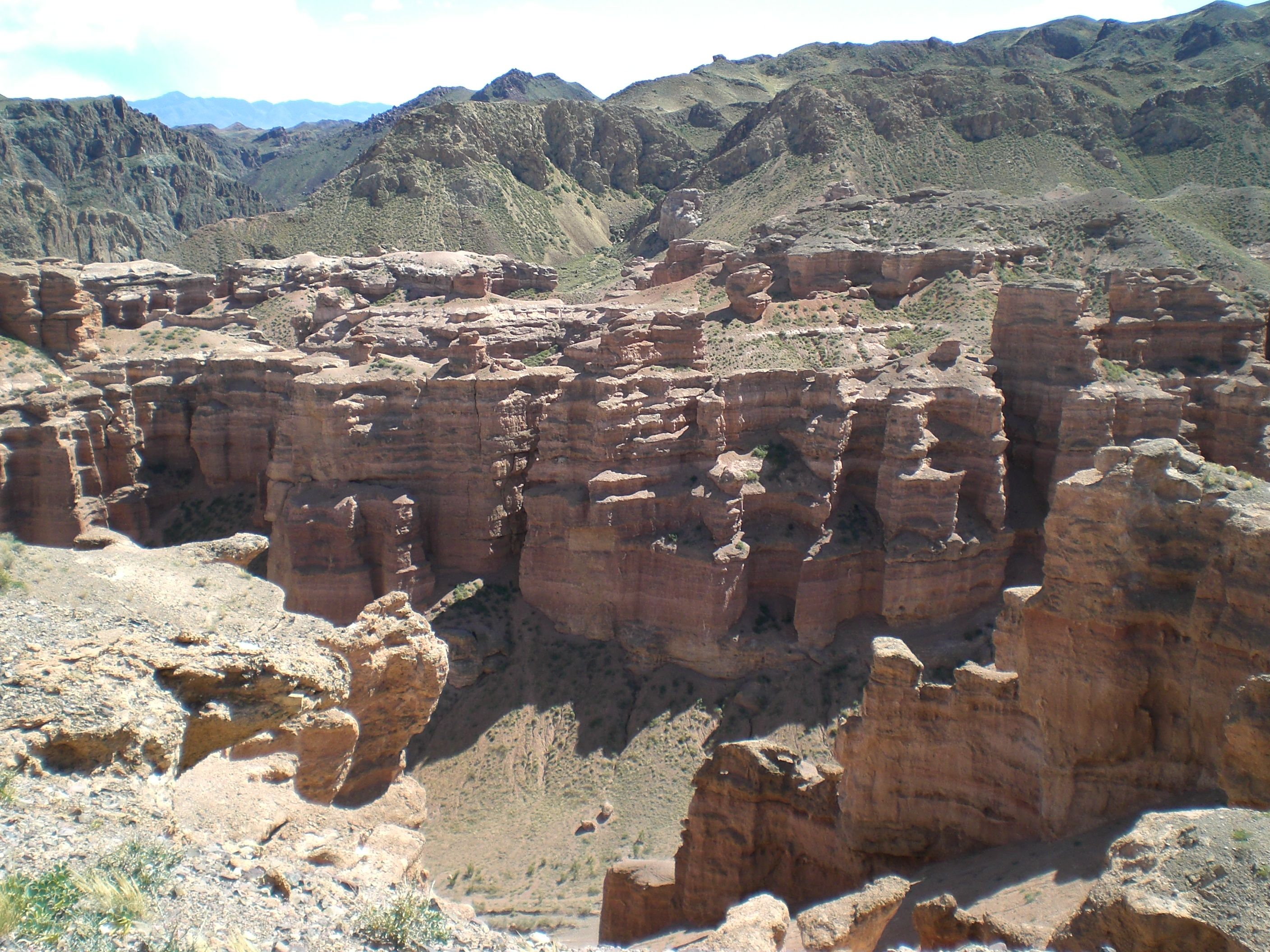
Долина замків
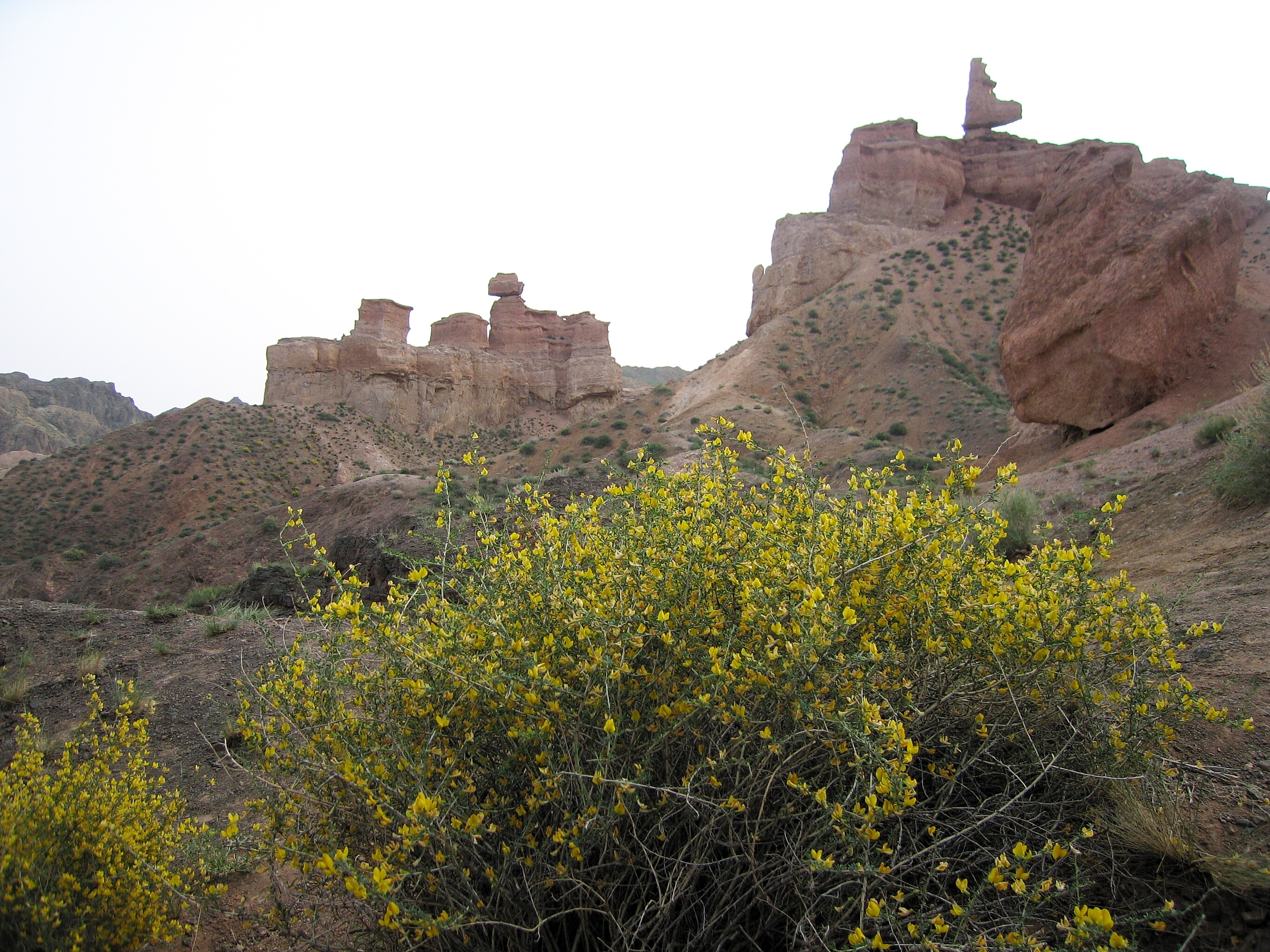
Долина замків
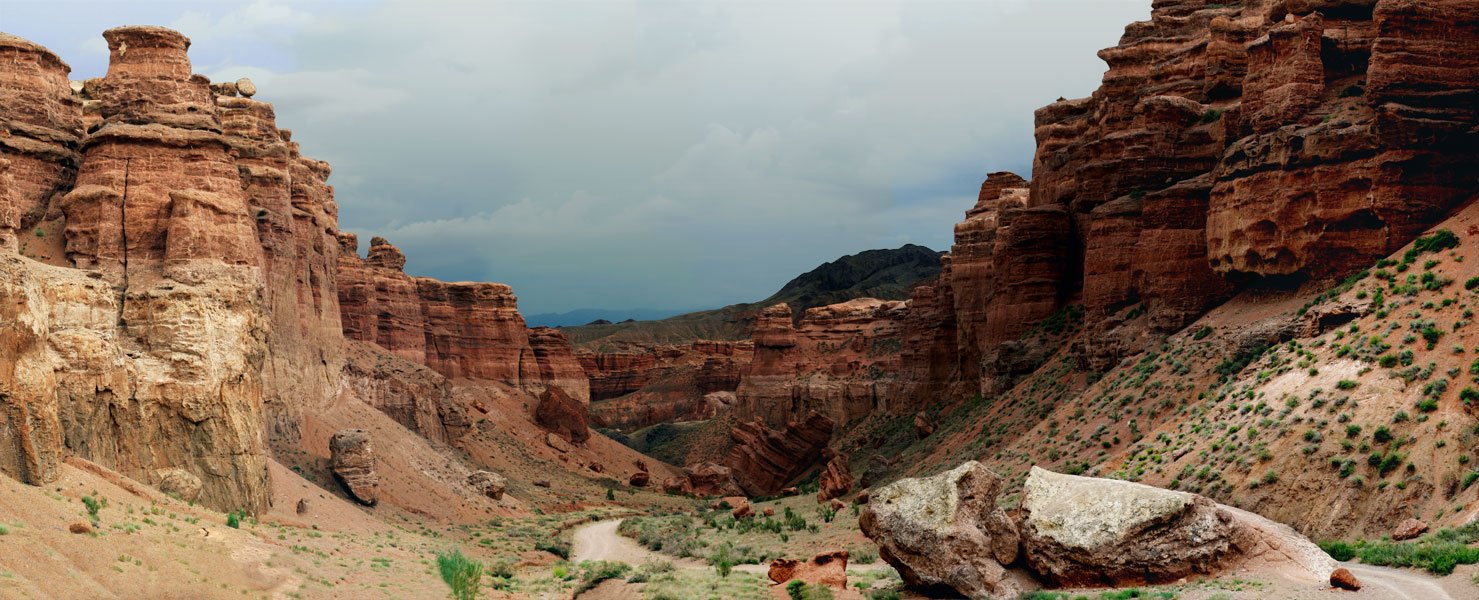
border

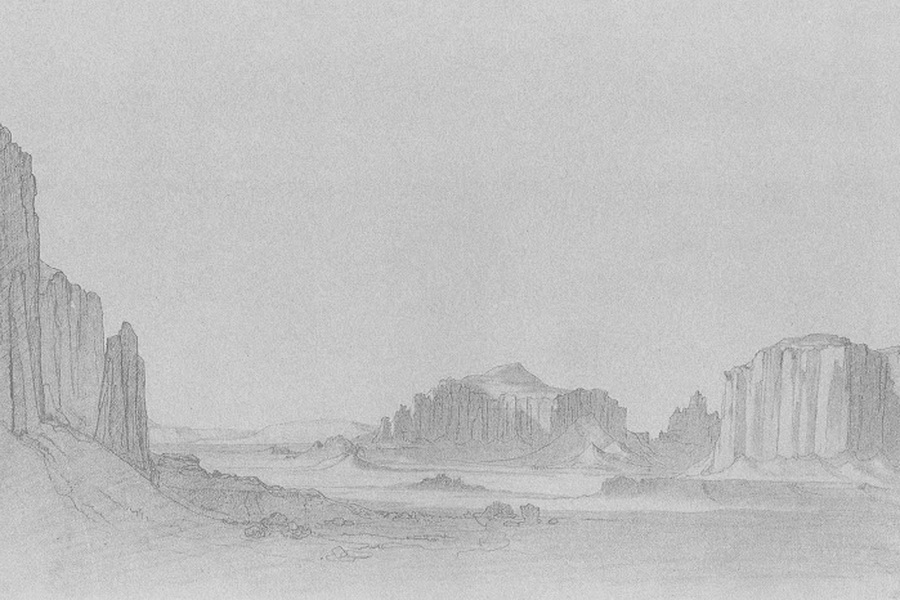
Малюнок Тараса Шевченка "Долина замків" Айракти, 1851р.

Ландшафтне різноманіття Чаринського каньйону обумовлює різноманіття флори і фауни. Тут росте понад 1500 видів рослин, 17 з яких занесені до Червоної книги Казахстану. Долина каньйону вкрита заростями лоха (Elaeagnus), барбарису (Berberis), чингиля (Halimodendron), тамариксу (Tamarix), тополь (Populus) і верб (Salix). У каньйоні, в урочищі Саритогай зберігся гай реліктового (5 млн років) виду ясеню, який пережив епоху зледеніння — ясень согдійський (Fraxinus sogdiana). Інший подібний гай існує тільки в Північній Америці. З 1964 року ясеневий гай оголошений пам'яткою природи під егідою ЮНЕСКО. Також величезний інтерес представляє і туранговий гай з азійської тополі.
У межах каньйону мешкає 62 види ссавців, 103 види птахів, що гніздяться, 25 видів рептилій. Найчастіше зустрічається лисиця корсак (Vulpes corsac), заєць (Lepus), гірський козел (Capra), ласиця (Mustela), горностай (Mustela erminea), тушканчик (Pygeretmus). Зустрічається також джейран (Gazella subgutturosa), кам'яна куниця (Martes foina), перегузня (Vormela peregusna), манул (Otocolobus manul) і середньоазійська річкова видра ( Lutra lutra). Різноманітний світ птахів: синиця довгохвоста (Aegithalos caudatus) і чорний лелека (Ciconia nigra). До Червоної книги занесені пугач (Bubo), беркут (Aquila chrysaetos), кумай (Gyps himalayensis), ягнятник (Gypaetus barbatus), змієїд (Circaetus gallicus), стерв'ятник (Neophron percnopterus), балабан (Falco cherrug), шахін (Falco pelegrinoides), орел-могильник (Aquila heliaca) і орел-карлик (Hieraaetus pennatus). З ящірок найзвичайніші алайський гологлаз (Ablepharus alaicus), агама (Agama), сірий гекон (Cyrtopodion russowii), із змій — щитомордник (Gloydius), візерунковий (Elaphe dione) і різнобарвний полози (Hemorrhois ravergieri), а також водяний вуж (Natrix tesselata).
Широкому загалові каньйон став відомий, в значній мірі, завдяки публікацям і дослідженням П. І. Мариковського.